# Éverson Teixeira
Éverson Teixeira, född 23 november 1974, är en friidrottare från Brasilien. Han deltog vid olympiska sommarspelen 1996.